# دمچه

اسکلت کبوتر با دمچه (pygostyle) از نوع «شاخه شخم» (شماره ۱۷)

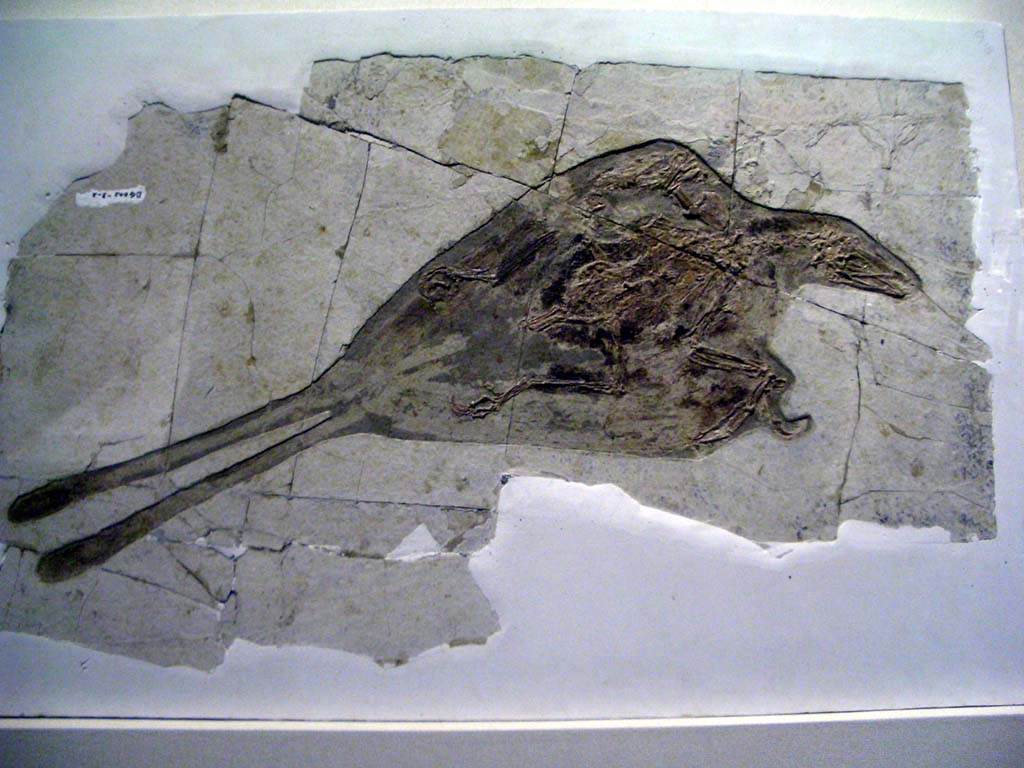
Confuciusornis sanctus با دمچه از نوع «میله‌ای» و دو شاهپر دمی مرکزی

دمچه یا پی‌دم (به انگلیسی: Pygostyle) یک وضعیت اسکلتی را توصیف می‌کند که در آن چند مهره انتهایی دمی در یک استخوان‌سازی یکسان جوش می‌خورند و از پرهای دم و ماهیچه‌ها پشتیبانی می‌کنند. در پرندگان مدرن، شاهپرهای پروازی به این پرندگان متصل می‌شوند. پی‌دم جزء اصلی uropygium است، ساختاری که در محاوره به عنوان بینی اسقف، بینی کشیش، بینی پاپ یا بینی سلطان شناخته می‌شود. این برآمدگی گوشتی در انتهای خلفی پرنده‌ای (معمولاً در مرغ یا بوقلمون) که برای پخت و پز پوشانده شده‌است، دیده می‌شود. ظاهری متورم دارد زیرا حاوی غده پرآرایی است که روغن پرآرایی را تولید می‌کند.

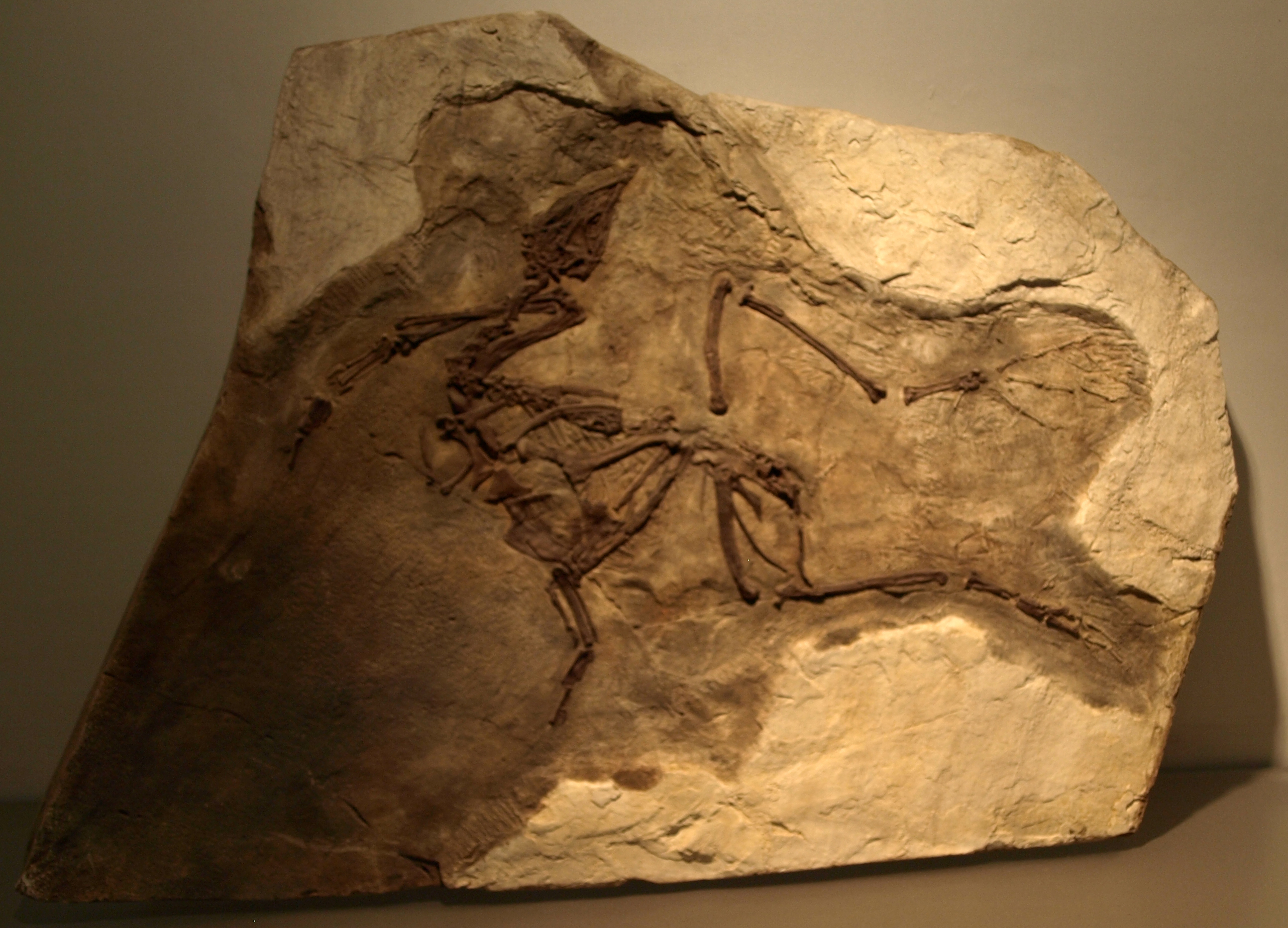
Yixianornis grabaui، یکی از کهن‌ترین گونه‌های شناخته‌شده با دمچه است مانند آنچه که در پرندگان زنده وجود دارد.

## ریشه‌شناسی
"Pygostyle" از کلمات یونانی باستان تشکیل شده‌است که به معنای واقعی کلمه به معنای "ستون دمگاه" است.
شکل‌های بینی اسقف و بینی سلطان در قرن بیستم به کار می‌رفتند.

## به عنوان غذا
دم بوقلمون یا ته بوقلمون یک بازار صادراتی بین‌المللی در نقاطی مانند میکرونزی، ساموآ و غنا دارد. دم بوقلمون معمولاً از آمریکا صادر می‌شود زیرا ناسالم محسوب می‌شود و در بوقلمون معمولی قطع می‌کنند. پس از جنگ جهانی دوم، دم بوقلمون وارداتی ارزان در ساموآ رایج شد. از آنجایی که این برش دارای محتوای چربی بسیار بالایی است، از سال ۲۰۰۷ تا ۲۰۱۳ برای مبارزه با چاقی ممنوع بود، و تنها زمانی که ساموآ به سازمان تجارت جهانی پیوست، این اجازه بازگشت. از این گوشت در غذای حیوانات خانگی استفاده می‌شود.